# Somerset West and Taunton
Somerset West and Taunton war ein Distrikt (englisch district) in der Grafschaft Somerset in England mit dem Hauptort Taunton. Die Verwaltung teilte sich auf Standorte dort sowie in Wellington und Williton auf.

## Geschichte
Somerset West and Taunton wurde aufgrund einer im Mai 2018 erlassenen Verordnung am 1. April 2019 gebildet und entstand aus dem Zusammenschluss der Distrikte Taunton Deane und West Somerset. Zum 1. April 2023 fusionierte Somerset West and Taunton mit Mendip, Sedgemoor und South Somerset zur Unitary Authority Somerset.

## Politik
Somerset West and Taunton erhielt einen District Council mit insgesamt 59 Abgeordneten, dessen erstmalige Wahl am 2. Mai 2019 stattfand. Leiter der Verwaltung ist James Hassett, der diese Position bereits Anfang 2019 parallel in den beiden aufgelösten Distrikten übernommen hatte.
Auf dem Gebiet von Somerset West and Taunton bestanden 93 Gemeinden (Parishes). Von diesen hatten 81 einen eigenen, Bishops Lydeard und Cothelstone sowie Selworthy und Minehead Without einen gemeinsamen Gemeinderat (Parish Council). In acht kleineren Gemeinden gab es kein gewähltes Gremium, stattdessen fanden dort Einwohnerversammlungen statt. Dulverton, Minehead, Watchet und Wellington hatten sich den für eine Kleinstadt stehenden Titel einer Town gegeben, der dortige Rat hieß entsprechend Town Council.
Das Gebiet von Taunton war eine sogenannte unparished area, was bedeutet, dass es dort auch keinen Stadt- oder Gemeinderat gab. Es war, Stand Februar 2019, geplant, einen solchen einzurichten.